# الشرايع
الشرايع إحدى بلديات ولاية سكيكدة التابعة لدائرة القل.
تقع بلدية الشرايع على بعد 7 كلم عن مدينة القل وبها أشهر شاطئ بسكيكدة هو شاطئ تمنارت المشهور بمناظره الخلابة التي تمتزج فيها غابات الصنوبر والبلوط والدفلى مع مياه البحر المتلئلئة على طول 30 كلم حتى منطقة بوقارون التي بها أكبر رأس في شمال أفريقيا وأقصى نُقطة في شمال الجزائر والمشهورة بكثرة الشواطئ الصخرية.
اما للنشاط الرياضي تحوي فريق اتحاد الشرايع ينشط في قسم شرفي سكيكدة .